# Галярда
Галя̀рда (на италиански: gagliarda; на френски: gagliarde) е старинен италиански танц, възникнал през ХV век.
Произхожда от италианската романеска, която е много близка по стъпки до галярдата. През ХVІ век e особено разпространена в Италия и Франция в тривременен такт, живо темпо и е изпълнявана най-често на лютня. Във Франция често е използвана в дворцовите забави до края на ХVІ век, след което излиза от мода, но се запазва в много органни табулатури. По-късно намира място в старинната сюита от ХVІІ век, но в откъслечни форми, където следва след паваната.